# Руан (хоккейный клуб)
«Руан» (фр. Rouen Hockey Élite 76) — хоккейный клуб из города Руан. Основан в 1982 году. Выступает в Французской хоккейной лиге. Домашние матчи проводит в ледовом дворце Иль Лакруа.

## История
Хоккейный клуб Руан был основан в 1982 году, и уже спустя три года вышел в высший дивизион чемпионата Франции по хоккею. Первый чемпионский титул клуб завоевал в 1990 году. В 1995 году команда выиграла кубок Европейской Лиги, а в следующем году повторила своё достижение. 2006 год команда провела без поражений в чемпионате. В 2012 году Руан выигрывает Континентальный кубок. Клуб занимает третье место среди французских клубов по числу титулов.

## Достижения
- Чемпионат Франции по хоккею:
  - Победители (17)  : 1990, 1992, 1993, 1994, 1995, 2001, 2003, 2006, 2008, 2010, 2011, 2012, 2013, 2016, 2018, 2021, 2023
- Кубок Франции
  - Обладатель (4)  : 2002, 2004, 2005, 2011
- Континентальный кубок по хоккею с шайбой
  - Обладатель (2)  : 2012, 2016